# خورشیدگرفتگی ۴ فوریه ۱۹۸۱
خورشیدگرفتگی ۴ فوریه ۱۹۸۱ (به انگلیسی: Solar eclipse of February 4, 1981) یک خورشیدگرفتگی از نوع خورشیدگرفتگی حلقه‌ای است. این خورشیدگرفتگی در تاریخ ۴ فوریه ۱۹۸۱ میلادی (‎۱۵ بهمن ۱۳۵۹ خورشیدی) روی داد که زمان اوج آن، ساعت ۲۲:۰۹:۲۴ به‌وقت ساعت هماهنگ جهانی بوده‌است. مدت زمان و طول این خورشیدگرفتگی ۰ دقیقه و ۳۳ ثانیه بود.